# Mompha leucochrysis
Mompha leucochrysis é uma espécie de mariposa do gênero Mompha pertencente à família Coleophoridae.